# Liste der britischen Botschafter in Israel
Die Liste der britischen Botschafter in Israel umfasst die diplomatischen Vertreter des Vereinigten Königreichs in Israel seit Aufnahme der diplomatischen Beziehungen 1949.

## Amtsinhaber
| Amtsinhaber               | Beginn der Amtszeit | Ende der Amtszeit | Anmerkung |
| ------------------------- | ------------------- | ----------------- | --------- |
| Sir Knox Helm             | 1949                | 1951              |           |
| Sir Francis Evans         | 1951                | 1954              |           |
| Sir John Nicholls         | 1954                | 1957              |           |
| Sir Francis Rundall       | 1957                | 1959              |           |
| Sir Patrick Hancock       | 1959                | 1963              |           |
| Sir John Beith            | 1963                | 1965              |           |
| Sir Michael Hadow         | 1965                | 1969              |           |
| Sir John Barnes           | 1969                | 1972              |           |
| Sir Bernard Ledwidge      | 1972                | 1975              |           |
| Anthony Elliott           | 1975                | 1976              |           |
| Sir John Mason            | 1976                | 1980              |           |
| John Robinson             | 1980                | 1981              |           |
| Sir Patrick Moberly       | 1981                | 1984              |           |
| William Squire            | 1984                | 1988              |           |
| Mark Elliott              | 1988                | 1992              |           |
| Sir Andrew Burns          | 1992                | 1995              |           |
| Sir David Manning         | 1995                | 1998              |           |
| Francis Cornish           | 1998                | 2001              |           |
| Sir Sherrard Cowper-Coles | 2001                | 2003              |           |
| Sir Simon McDonald        | 2003                | 2006              |           |
| Sir Tom Phillips          | 2006                | 2010              |           |
| Matthew Gould             | 2010                | 2015              |           |
| David Quarrey             | 2015                | 2019              |           |
| Neil Wigan                | 2019                | amtierend         |           |